# Campionati italiani assoluti di atletica leggera indoor 1986
I XVII Campionati italiani assoluti di atletica leggera indoor si sono tenuti a Genova dal 5 al 6 febbraio 1986.
Sono stati assegnati 23 titoli nazionali in altrettante discipline (13 maschili e 10 femminili).

## Risultati

### Uomini
| Specialità                                                                              | Oro                                             | Prestazione | Argento                                            | Prestazione | Bronzo                                             | Prestazione |
| Corse                                                                                   |                                                 |             |                                                    |             |                                                    |             |
| 60 m                                                                                    | Antonio Ullo Gruppi Sportivi Fiamme Gialle      | 6"69        | Pierfrancesco Pavoni Gruppi Sportivi Fiamme Gialle | 6"77        | Franco Zucchini Gruppo Sportivo Fiamme Oro         | 6"80        |
| 200 m                                                                                   | Giovanni Bongiorni Pro Patria Freedent MI       | 21"48       | Marco De Pasquale Gruppo Sportivo Fiamme Oro       | 21"60       | Andrea Mancini CUS Roma                            | 22"04       |
| 400 m                                                                                   | Leonardo Poli ASSI Banca Toscana                | 47"75       | Alessandro Pinna Esperia Cagliari                  | 47"79       | Oddone Campana Gruppo Sportivo Fiamme Oro          | 48"17       |
| 800 m                                                                                   | Tonino Viali Gruppo Sportivo Fiamme Oro         | 1'50"32     | Stefano Cecchini Gruppi Sportivi Fiamme Gialle     | 1'50"93     | Claudio Castanini CUS Genova                       | 1'52"25     |
| 1500 m                                                                                  | Claudio Patrignani Pro Patria Freedent Milano   | 3'44"95     | Walter Merlo CUS Torino                            | 3'45"59     | Alessandro Lambruschini Gruppo Sportivo Fiamme Oro | 3'45"78     |
| 3000 m                                                                                  | Stefano Mei Gruppo Sportivo Fiamme Oro          | 8'03"44     | Tonino Felici Gruppo Sportivo Fiamme Oro           | 8'07"92     | Ernesto Del Sarto Atletica Massa                   | 8'17"24     |
| 60 m hs                                                                                 | Luigi Bertocchi Gruppi Sportivi Fiamme Gialle   | 7"89        | Fausto Frigerio Gruppo Sportivo Fiamme Azzurre     | 8"03        | Raffaele Torre Atletica Riccardi                   | 8"04        |
| Marcia 5000 m                                                                           | Carlo Mattioli Centro Sportivo Carabinieri      | 19'34"87    | Giacomo Poggi ASSI Banca Toscana                   | 19'47"59    | Giancarlo Gandossi Centro Sportivo Carabinieri     | 20'29"38    |
| Concorsi                                                                                |                                                 |             |                                                    |             |                                                    |             |
| Salto in alto                                                                           | Gianni Davito CUS Torino                        | 2,23 m      | Gian Piero Palomba CUS Genova                      | 2,20 m      | Maurizio Milani CUS Torino                         | 2,20 m      |
| Salto con l'asta                                                                        | Marco Andreini Gruppi Sportivi Fiamme Gialle    | 5,40 m      | Gianni Stecchi ASSI Banca Toscana                  | 5,20 m      | Corrado Alagona Gruppo Sportivo Fiamme Oro         | 5,10 m      |
| Salto in lungo                                                                          | Claudio Cherubini CUS Roma                      | 7,69 m      | Fabrizio Secchi CUS Torino                         | 7,58 m      | Renato Furlani Gruppo Sportivo Fiamme Oro          | 7,42 m      |
| Salto triplo                                                                            | Roberto Mazzucato Gruppi Sportivi Fiamme Gialle | 16,01 m     | Nicola Parigi Atletica Livorno                     | 15,80 m     | Gianni Cecconi Gruppo Sportivo Fiamme Oro          | 15,69 m     |
| Getto del peso                                                                          | Marco Montelatici Pro Patria Freedent Milano    | 20,65 m     | Fernando Baroni Gruppi Sportivi Fiamme Gialle      | 19,13 m     | Marco Giacomini Gruppo Sportivo Fiamme Azzurre     | 17,21 m     |
| record dei campionati; record nazionale; record personale; record personale stagionale. |                                                 |             |                                                    |             |                                                    |             |

### Donne
| Specialità                                                                              | Oro                                     | Prestazione | Argento                                | Prestazione | Bronzo                                   | Prestazione |
| Corse                                                                                   |                                         |             |                                        |             |                                          |             |
| 60 m                                                                                    | Daniela Ferrian SNIA BPD Milano         | 7"42        | Gisella Trombin CUS Pavia              | 7"62        | Silvia Santini Casa dello Sport Grosseto | 7"64        |
| 200 m                                                                                   | Rossella Tarolo SNIA BPD Milano         | 24"43       | Roberta Rabaioli Società Sportiva Snam | 24"97       | Cristina Picchi Atletica Empoli          | 25"02       |
| 400 m                                                                                   | Erica Rossi Fiat ALSO Torino            | 53"89       | Cosetta Campana Fiat ALSO Torino       | 55"67       | Cristina Corvatta Atletica AVIS Macerata | 56"03       |
| 800 m                                                                                   | Patrizia Gini CUS Roma                  | 2'12"63     | Irmgard Trojer SSV Bruneck             | 2'13"44     | Ornella Benetti Fiamma Vicenza           | 2'14"17     |
| 1500 m                                                                                  | Agnese Possamai Fiamma Dolomiti Belluno | 4'23"77     | Alessandra Corti Società Sportiva Snam | 4'32"20     | Tullia Mancia Cises Frascati             | 4'35"45     |
| 60 m hs                                                                                 | Mary Massarin Fiat ALSO Torino          | 8"44        | Antonella Bellutti N.A. Alto Adige     | 8"47        | Laura Rosati ACSI Pro Sport Cassino      | 8"56        |
| Marcia 3000 m                                                                           | Giuliana Salce                          | 12'48"96    | ?                                      |             | ?                                        |             |
| Concorsi                                                                                |                                         |             |                                        |             |                                          |             |
| Salto in alto                                                                           | Sara Simeoni Atletica 2.01 Rivoli       | 1,92 m      | Alessandra Fossati Fiat ALSO Torino    | 1,90 m      | Barbara Fiammengo A.F. Primavera Torino  | 1,81 m      |
| Salto in lungo                                                                          | Alessandra Becatti ASSI Banca Toscana   | 6,32 m      | Antonella Capriotti CUS Roma           | 6,29 m      | Valentina Uccheddu Atletica Oristano     | 6,17 m      |
| Getto del peso                                                                          | Agnese Maffeis SNIA BPD Milano          | 15,56 m     | Mara Rosolen Società Sportiva Snam     | 14,79 m     | Wilma Rigamonti ACSI Pro Sport Cassino   | 13,97 m     |
| record dei campionati; record nazionale; record personale; record personale stagionale. |                                         |             |                                        |             |                                          |             |